# Сапожников Юрій Сергійович
Ю́рій Сергі́йович Сапо́жников (* 1897 — † 26 травня 1970) — український судовий медик. Чоловік Агнеси Гамбург.

## Біографічні відомості
Становлення Юрія Сергійовича Сапожникова як судового медика розпочалося ще в дитячі роки, коли він зачитувався літературою з судової медицини, що була у бібліотеці його батька, який працював судовим лікарем у Саратові. 1918 року, коли Юпій Сапожников був студентом першого курсу медичного факультету Саратовського університету, він розпочав трудову діяльність на кафедрі судової медицини як прозектор. Закінчивши 1924 року університет, Сапожников працював на кафедрі асистентом під керівництвом заслуженого діяча науки професора Райського.
Організаторські здібності Сапожникова проявилися з перших днів самостійної роботи, у зв'язку з чим його призначили на посаду спочатку Саратовського окружного, потім — заступником Нижньо-Волжського крайового судово-медичного експерта, а з 1930 року — обласним судово-медичним експером Івановської промислової області.
1934 року Сапожникова обрали завідувачем кафедри судової медицини Івановського медичного інституту. Через рік його затвердили у званні професора.
У 1936—1970 роках — завідувач кафедри судової медицини Київського медичного інституту. Кілька років (у 1937—1940, 1947—1949 роках) був деканом лікувального факультету медінституту, завідувачем кафедри кримінального права юридичного факультету Київського університету. 17 років очолював судово-медичну експертизу України.
Професор Сапожников — автор понад 120 наукових праць, зокрема трьох монографій і підручника, який витримав три перевидання.
Юрій Сапожников був організатором і головою Українського наукового товариства судових медиків.

Могила Юрія Сапожникова

Помер 26 травня 1970 року. Похований в Києві на Байковому кладовищі.

## Учні
Професор Сапожников підготував 5 кандидатів наук. Це І. В. Крижанівська, (1949), І. О. Концевич (1951), Ф. Б. Дворцин (1951), С. П. Дідковська (1959), С. Т. Джигора (1961). Кандидатські дисертації Крижанівської та Концевич були присвячені вивченню вогнепальних ушкоджень, Дворцина та Дідковської — діагностиці смерті від утоплення, а Джигори — питанням судово-медичної експертизи розчленованих та скелетованих трупів.
Юрій Сергійович також підготував двох докторів наук. Це І. О. Концевич (1964) і С. П. Дідковська (1972). Докторська дисертація Концевич була присвячена судово-медичній експертизі странгуляцій, а Дідковської — експертизі утоплення.